# Sungnyung

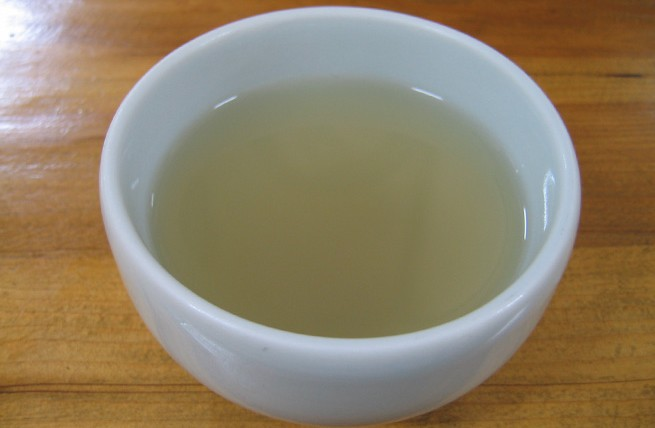
sungnyung

Sungnyung (숭늉) är en traditionell koreansk dryck som tillverkas av kokt bränt ris. Drycken görs oftast på nurungji (누룽지) eller rostade risklumpar som bildas på botten av kastrullen vari riset kokats. Kokande vatten hälls på dessa klumpar, kastrullen täcks med lock och allt sjuder tills vattnet tar smak av det brända riset.
I och med de modernare spisarna har sungnyung förlorat sin popularitet. I slutet av 1900-talet började drycken dock vinna popularitet igen. I vissa stormarknader kan en pulveriserad form av nurungji hittas. För koreaner byts emellanåt frukost ut mot drycken. De serveras ofta efter måltider.